# Objekte der Verehrung
Objekte der Verehrung ist der Titel einer kulturvergleichenden Interim-Ausstellung im Museum der städtischen Sammlungen im Zeughaus in der Lutherstadt Wittenberg seit 2017. Der Untertitel der Ausstellung lautet „Materielle Zeugnisse von Glaube, Ehrfurcht und Gedenken in den Kulturen der Menschheit“.

## Hintergründe
Die Ausstellung wurde zum Abschluss des Lutherjahres 2017 ausgerichtet und aufgrund des überregionalen Interesses und der Verzögerungen beim Aufbau der geplanten Dauerausstellung im Zeughaus bis Juli 2018 verlängert.
Der Ethnologe Nils Seethaler kuratierte die Ausstellung innerhalb eines Kooperationsprojektes zwischen den städtischen Sammlungen und dem Freundeskreis der Julius-Riemer-Sammlung. Dadurch wurde die bereits zur Konzeption der vorausgegangenen Ausstellung „Die Entdeckung des Individuums“ erfolgte Zusammenarbeit fortgesetzt.

## Gegenstand der Ausstellung
Ausgestellt werden ethnologische Objekte, archäologische Funde, zeitgeschichtliche Dokumente, zeitgenössische Kunstwerke und naturwissenschaftliche Präparate von verschiedenen Leihgebern, insbesondere aus dem Bestand der Stadtgeschichtlichen Sammlung in der Lutherstadt Wittenberg und aus der Julius-Riemer-Sammlung.
Die Objekte kommen dabei von allen Kontinenten und aus drei Jahrtausenden. Ein Schwerpunkt liegt dabei auf der Südsee, entsprechend der Bedeutung dieses Sammlungsteiles in der Julius-Riemer-Sammlung. Auch die traditionellen Kulturen Afrikas, das christliche Äthiopien und das antike Ägypten werden behandelt. Der Kontinent Asien ist mit Objekten des Hinduismus, Buddhismus, Islam und Judentums vertreten, dazu kommen noch Objekte lokaler Religionsgemeinschaften. Einen weiteren Schwerpunkt bildet das christlich-jüdische Europa und die Ur- und Frühgeschichte Europas. Einzelne Objekte stammen aus Nord- und Südamerika, wobei auch hier sowohl archäologische Funde wie ethnographische Belege gezeigt werden. Es folgen Werke zeitgenössischer Kunst, Andenken, Autogramme und schließlich mehrere historische Vogel-Präparate insbesondere aus der Julius-Riemer-Sammlung. Entsprechend dem Ausstellungsthema (das auch „Reliquien“ einschließt), werden auch menschliche Überreste aus Melanesien gezeigt.

## Inhaltliche und didaktische Konzepte
Wie bei der vorausgegangenen Ausstellung mit afrikanischen Skulpturen, war ein Leitgedanke, die magazinierte Julius-Riemer-Sammlung als ethnologische und naturkundliche Sammlung im öffentlichen Bewusstsein wach zu halten und in ihrer Interdisziplinarität als Teil der Museumslandschaft in Wittenberg neu zu verankern. Dieser bereits bei der Ausstellung „Die Entdeckung des Individuums“ erstrebte Ansatz wird hier fortgesetzt und erweitert. Ausgehend vom ehemaligen Heiltum Friedrichs des Weisen (einer der größten Reliquiensammlungen des Abendlandes), werden Reliquien, Votive und andere Kultgegenstände aller Kontinente präsentiert. Es entsteht somit ein dialektischer Bezug zur Reformationsgeschichte, die  gerade durch eine Hinterfragung der Reliquienverehrung gekennzeichnet war.
Bei diesem kulturvergleichenden Ansatz wird auch nach den Nachwirkungen der Reliquienverehrung in Kunst und Populärkultur gefragt, wie sie sich in der Bedeutung der Signatur für den Wert eines Kunstwerkes oder in der Bewahrung von Autogrammen zeigen. Insbesondere werden aber die verschiedenen Bedeutungsebenen des Heiligen im menschlichen Alltag und Kultleben herausgearbeitet.
Zuletzt wird der Aspekt der Reliquie im Sinne eines sorgsam aufbewahrten „Überrestes“ noch einmal mit Blick auf die naturkundlichen Bestände der Julius-Riemer-Sammlung beleuchtet. Historische Präparate seltener oder bereits ausgestorbener Vögel werden als kulturelle Belege, aber auch als naturwissenschaftliche Dokumente verlorener Biodiversität präsentiert.
Auf der Finissage übergab der Kurator der Ausstellung  ein archäologisches Gefäß der westafrikanischen Tellem an das Museum der städtischen Sammlungen. Dies geschah zur Erweiterung der Julius-Riemer-Sammlung und zur Vertiefung der inhaltlichen Zusammenarbeit mit der Sammlung der Stadtgeschichte, die ihrerseits Leihgeber archäologischer und stadthistorischer Exponate ist.